# 肖爾斯鎮區 (北卡羅萊納州薩里縣)
肖爾斯鎮區（英語：Shoals Township）是位於美國北卡羅萊納州薩里縣的一個鎮區。

## 地方資料
肖爾斯鎮區的面積為74.33平方千米，皆為陸地。根據2020年美國人口普查的數據，當地共有人口1936人，而人口密度為每平方千米26.05人。